# Farine complète

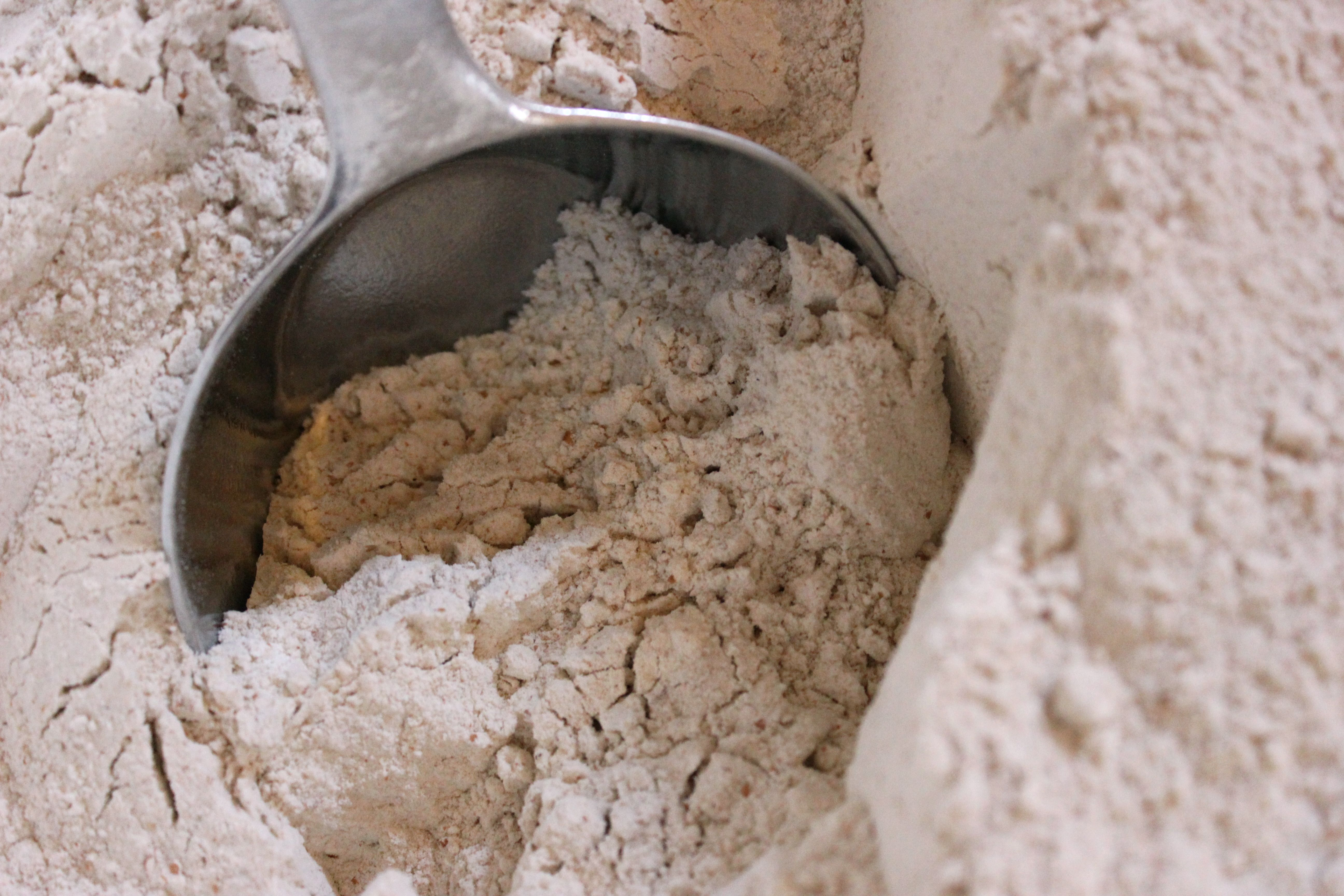
Farine complète

La farine complète, (appelée farine entière ou farine intégrale au Québec), est un type de farine qui contient en grande partie les éléments du grain. 

## Typologie
Transformée dans les moulins, généralement industriels, de type 130 ou 110 pour la semi̠-complète, elle est utilisée pour la fabrication du levain, du pain complet ou mélangée à de la farine de type 55, elle permet la réalisation de pains spéciaux.
La farine complète est appelée ainsi car elle contient le son et le germe, et non uniquement l'albumen (farine blanche), n'ayant pas subi de blutage.